# Rana pirica
Rana pirica es una especie de anfibio anuro de la familia Ranidae.

## Distribución geográfica
Esta especie se encuentra desde el nivel del mar hasta los 2000 m sobre el nivel del mar, habita en:
- Japón en Hokkaido, Rishiri y la isla Rebun;
- Rusia en la isla de Sajalín y en las islas del sur de Kuril en las islas Iturup, Kounachir, Chikotan y Habomai.[3]

## Descripción
Rana pirica mide de 45 a 55 mm para los machos y mide de 54 a 72 mm para las hembras. Su color es marrón rojizo, su garganta y su superficie ventral son blanquecinas con pequeñas marcas grisáceas. El interior de las extremidades es amarillo anaranjado.

## Hibridación
Rana pirica a veces se ha confundido con Rana temporaria, Rana chensinensis o Rana dybowskii. De hecho, puede hibridar con estas otras tres especies, pero los híbridos obtenidos no son viables o son estériles, lo que demuestra que es una especie por derecho propio.

## Publicación original
- Matsui, 1991 : Original description of the brown frog from Hokkaido, Japan (genus Rana). Japanese Journal of Herpetology, vol. 14, p. 63-78.[4]